# Vernon Smith
Vernon Lomax Smith (n. 1 ianuarie 1927, Wichita, Kansas, SUA) este un economist american, laureat al Premiului Nobel pentru economie în anul 2002.